# Giovanni Battaglin
Giovanni Battaglin (Marostica, 22 luglio 1951) è un ex ciclista su strada italiano, professionista dal 1973 al 1984.
Vinse il Giro d'Italia e la Vuelta a España nel 1981, diventando il secondo ciclista della storia dopo Eddy Merckx, che vi era riuscito nel 1973, a realizzare questa accoppiata. Conquistò vittorie di tappa in tutti e tre i Grandi giri: quattro frazioni al Giro d'Italia e una a testa al Tour de France e alla Vuelta a España. Inoltre ha indossato in cinque occasioni la maglia rosa, simbolo del primato in classifica generale al Giro, due volte nel 1975 e tre nel 1981, ed in tredici occasioni la maglia amarillo alla Vuelta. Nel suo palmarès figurano anche la maglia a pois simbolo della vittoria nella classifica scalatori al Tour de France, la Vuelta al País Vasco, entrambe vinte nel 1979, la Milano-Torino 1980 e numerose altre classiche del panorama italiano.

## Carriera

Battaglin incitato dai tifosi durante il vittorioso Giro d'Italia 1981

Nel 1972 vinse il Giro d'Italia dilettanti con la formazione dilettantistica padovana Jollj Ceramica, diretta da Marino Fontana. L'anno dopo passò professionista con la stessa Jollj Ceramica, anch'essa al debutto nel professionismo, piazzandosi terzo al Giro d'Italia, dietro a Eddy Merckx e Felice Gimondi, e vincendo il Giro del Lazio. Nel 1974 vinse il Giro dell'Appennino; nel 1975 sembrava destinato ad aggiudicarsi il Giro d'Italia dopo aver vinto due tappe, una in salita e una a cronometro, e aver indossato per un giorno la maglia rosa, ma un crollo sulla salita del Ciocco lo costrinse a un finale di Giro (vinto dal compagno di squadra Fausto Bertoglio) nelle retrovie. Durante la stagione vinse anche il Giro di Puglia e la Coppa Sabatini; nel 1976 fece invece sua la tappa di Caen al Tour de France.
Nel 1978 passò alla Fiorella Mocassini-Citroën, sotto la direzione di Luciano Pezzi, e durante l'anno conquistò tre tappe consecutive al Tour de Suisse e la Coppa Bernocchi. Approdato alla nuova Inoxpran nel 1979, in stagione conquistò la Vuelta al País Vasco e numerose classiche del calendario italiano e si classificò sesto al Tour de France, vincendone la classifica scalatori; questo successo non gli venne revocato nonostante la positività al doping riscontrata in quel Tour, che prevedeva solamente 10' di penalità. Nello stesso anno, con la maglia della Nazionale italiana, fu tra i protagonisti ai campionati mondiali disputatisi a Valkenburg, entrando della fuga vincente, ma cadde ostacolato dall'olandese Jan Raas e dal tedesco Dietrich Thurau, che gli tagliarono la strada nella volata finale.
Nel 1980 fu terzo al Giro d'Italia dietro Bernard Hinault e Wladimiro Panizza, vincendo anche le prestigiose Milano-Vignola e Milano-Torino. L'anno della consacrazione fu il 1981, nel corso del quale vinse il Giro d'Italia e la Vuelta a España, "accoppiata" riuscita in precedenza solo ad Eddy Merckx ed in seguito ad Alberto Contador. Dopo i trionfi al Giro ed alla Vuelta non ottenne più risultati di rilievo e si ritirò dal ciclismo professionistico nel 1984, anno in cui ebbe termine il contratto con la Carrera (ex Inoxpran).
Sempre nel 1981 dopo la vittoria al Giro d'Italia fonda l'azienda Battaglin Cicli.

## Palmarès
- 1971 (dilettanti)

Gran Premio Palio del Recioto
2ª tappa Giro della Regione Friuli Venezia Giulia (Gorizia > Passo di Pramollo)
- 1972 (dilettanti)

Freccia dei Vini
Classifica generale Giro d'Italia dilettanti
- 1973 (Jolly Ceramica, una vittoria)

Giro del Lazio
- 1974 (Jolly Ceramica, una vittoria)

Giro dell'Appennino
- 1975 (Jolly Ceramica, sei vittorie)

2ª tappa Giro di Puglia (Ostuni > Monte Sant'Angelo)
Classifica generale Giro di Puglia
3ª tappa Giro d'Italia (Ancona > Prati di Tivo)
13ª tappa Giro d'Italia (Forte dei Marmi > Forte dei Marmi, cronometro)
Coppa Sabatini
5ª tappa Volta Ciclista a Catalunya (Le Barcarès > Playa de Aro)
- 1976 (Jolly Ceramica, una vittoria)

2ª tappa Tour de France (Angers > Caen)
- 1977 (Jolly Ceramica, una vittoria)

Gran Premio Montelupo
- 1978 (Fiorella, quattro vittorie)

6ª tappa Tour de Suisse (Bulle > Grächen)
7ª tappa Tour de Suisse (Grächen > Lugano)
8ª tappa Tour de Suisse (Lugano > Glarona)
Coppa Bernocchi
- 1979 (Inoxpran, nove vittorie)

Giro della Provincia di Reggio Calabria
Trofeo Pantalica
2ª tappa Vuelta al País Vasco (Etxarri-Aranatz > Azkoitia)
5ª tappa, 2ª semitappa Vuelta al País Vasco (Oñati > Arantzazu)
Classifica generale Vuelta al País Vasco
7ª tappa Tour de Suisse (Locarno > Laax)
Trofeo Matteotti
Coppa Agostoni
Coppa Placci
- 1980 (Inoxpran, quattro vittorie)

Milano-Vignola
18ª tappa Giro d'Italia (Sirmione > Pecol)
Coppa Placci
Milano-Torino
- 1981 (Inoxpran, quattro vittorie)

8ª tappa, 2ª semitappa Vuelta a España (Granada > Sierra Nevada, cronometro)
Classifica generale Vuelta a España
19ª tappa Giro d'Italia (Dimaro > San Vigilio di Marebbe)
Classifica generale Giro d'Italia

### Altri successi
- 1974 (Jolly Ceramica)

Circuito di Colbordolo
Circuito di Morrovalle
- 1975 (Jolly Ceramica)

Circuito di Castelfranco Veneto
Circuito di Colbordolo
- 1976 (Jolly Ceramica)

1ª tappa, 3ª semitappa Cronostaffetta (Martinsicuro, cronosquadre)
Classifica generale Cronostaffetta
- 1977 (Jolly Ceramica, una vittoria)

Circuito di Carpineti
- 1978 (Fiorella)

Circuito di Rossano Veneto
Circuito di Aci Catena
1ª tappa, 3ª semitappa Cronostaffetta (Morrovalle, cronosquadre)
- 1979 (Inoxpran)

Circuito di Caranodi Cavalese
Circuito di Col San Martino
Circuito di Turbigo
Classifica scalatori Tour de Suisse
Classifica scalatori Tour de France
- 1980 (Inoxpran)

Circuito di Zambana di Trento
Circuito di Chignolo Po
- 1981 (Inoxpran, quattro vittorie)

Circuito di Capo d'Elba
Circuito di Molteno
Circuito di Rho
- 1982 (Inoxpran)

Giro di Gatteo a Mare
- 1983 (Inoxpran, quattro vittorie)

Circuito di Lariano
- 1984 (Carrera Jeans)

Circuito di Col San Martino

## Piazzamenti

### Grandi Giri
- Giro d'Italia

1973: 3º
1974: 6º
1975: 18º
1976: ritirato (16ª tappa)
1977: 46º
1978: ritirato (16ª tappa)
1980: 3º
1981: vincitore
1983: ritirato (15ª tappa)
1984: 50º
- Tour de France

1975: ritirato (12ª tappa)
1976: ritirato (13ª tappa)
1979: 6º
1982: ritirato (16ª tappa)
1984: ritirato (11ª tappa)
- Vuelta a España

1981: vincitore

### Classiche monumento
- Milano-Sanremo

1975: ritirato
1976: ritirato
1979: ritirato
1980: ritirato
1981: ritirato
1982: ritirato
1983: 71º
1984: ritirato
- Liegi-Bastogne-Liegi

1976: 23º
- Giro di Lombardia

1973: ritirato
1975: ritirato
1979: 3º

### Competizioni mondiali
- Campionati del mondo

Barcellona 1973 - In linea: 30º
Montréal 1974 - In linea: 10º
Yvoir 1975 - In linea: ritirato
San Cristóbal 1977 - In linea: 31º
Nürburgring 1978 - In linea: 17º
Valkenburg 1979 - In linea: 6º
Sallanches 1980 - In linea: 10º
Praga 1981 - In linea: 26º